# 얼치기완두
얼치기완두(---豌豆)는 콩과에 속하는 두해살이풀이다. 유럽 원산이며, 새완두와 살갈퀴의 중간 정도 되는 모습이라고 해서 붙은 이름이다.

## 생태
산과 들의 풀밭에서 덩굴져 자란다. 줄기는 가늘고 털이 거의 없으며, 높이가 30~60센티미터쯤 되며 밑부분에서 갈라진다. 잎은 어긋나며 짝수 깃꼴 겹잎이다. 작은 잎은 3~6쌍씩 나고 홀쭉한 타원 모양이다. 끝에 나는 잎은 덩굴손이 된다. 꽃은 오뉴월에 잎겨드랑이에서 나온 꽃줄기 끝 총상화서에 한두 개씩 달리며 피는데 푸른빛이 돌며 연한 자주색이다. 열매는 꼬투리열매가 달리며, 3~6개의 씨가 들어 있다.

## 비슷한 풀
살갈퀴와 새완두가 매우 비슷하다. 살갈퀴는 잎겨드랑이에 꽃이 달리며, 새완두는 덩굴손이 세 갈래로 갈라지는 점에서 얼치기완두와 다르다.

## 사진

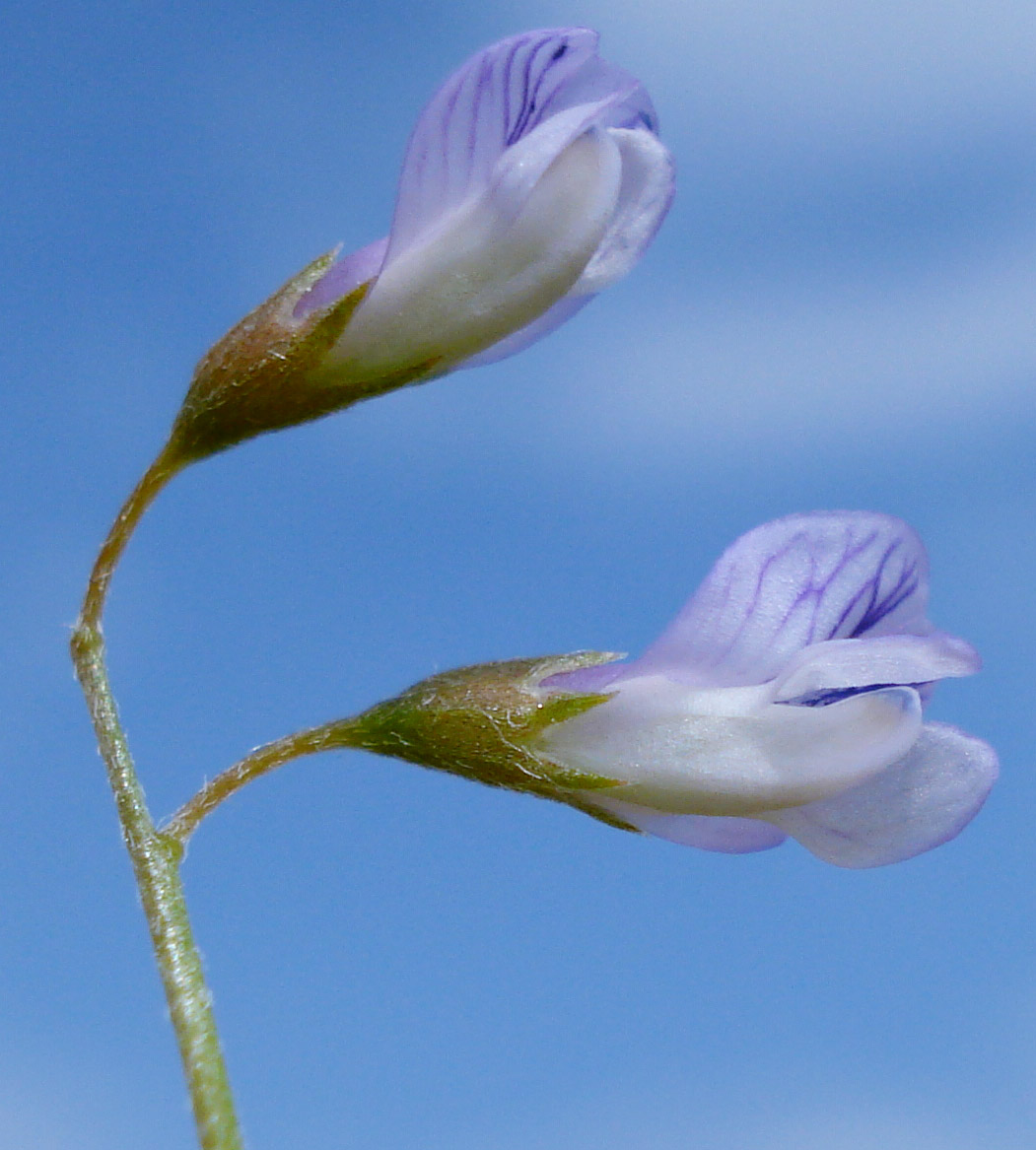
꽃
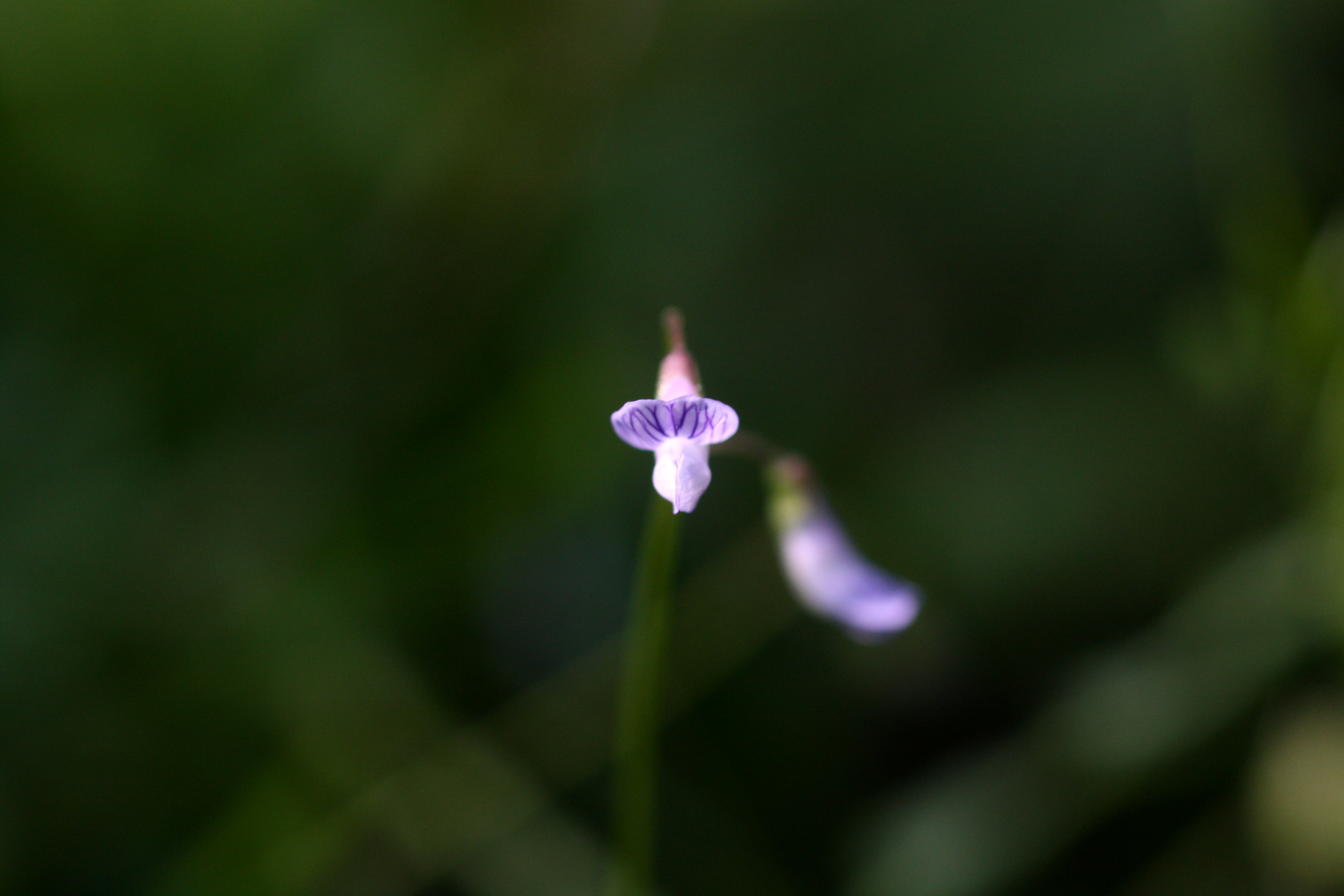
꽃
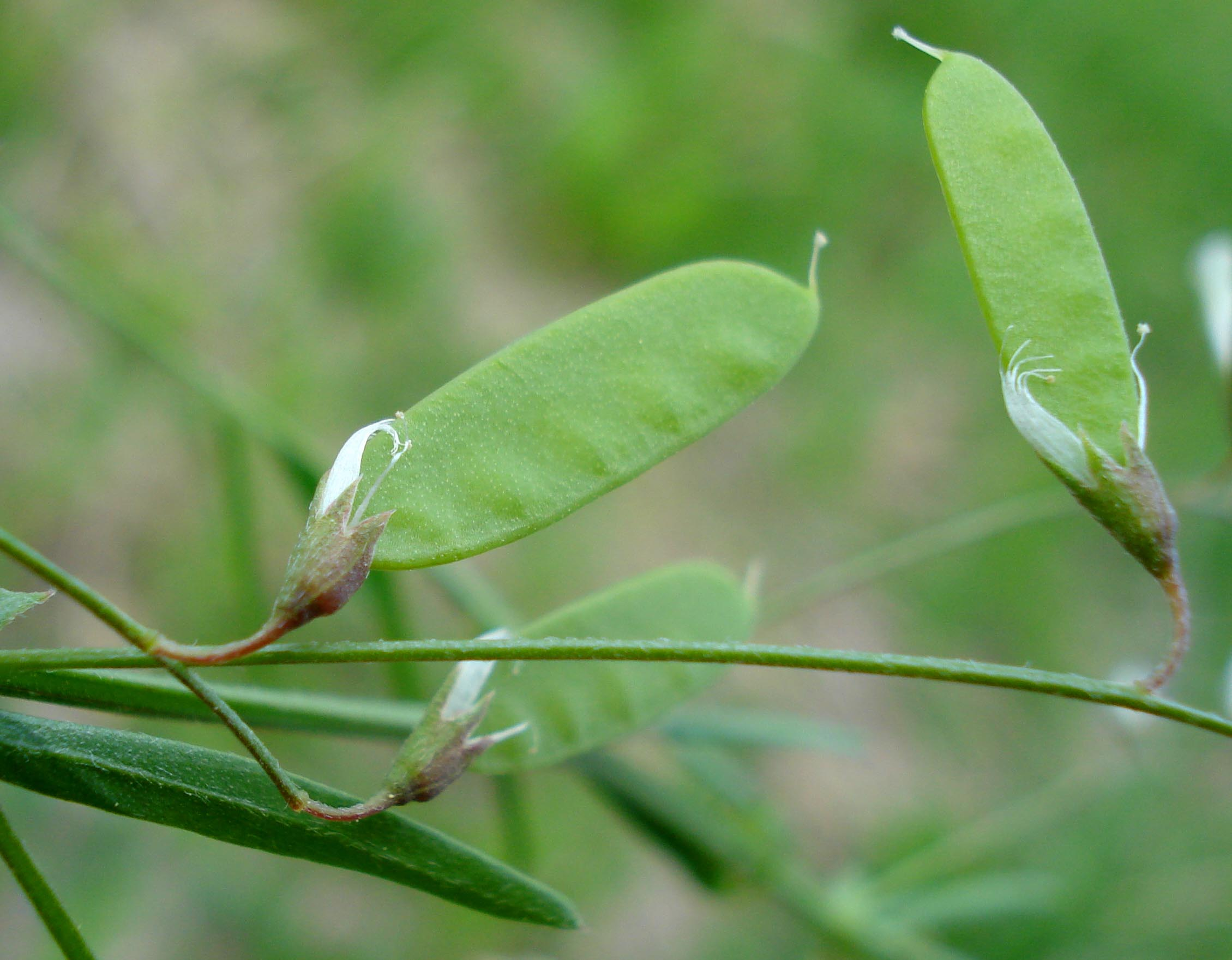
열매
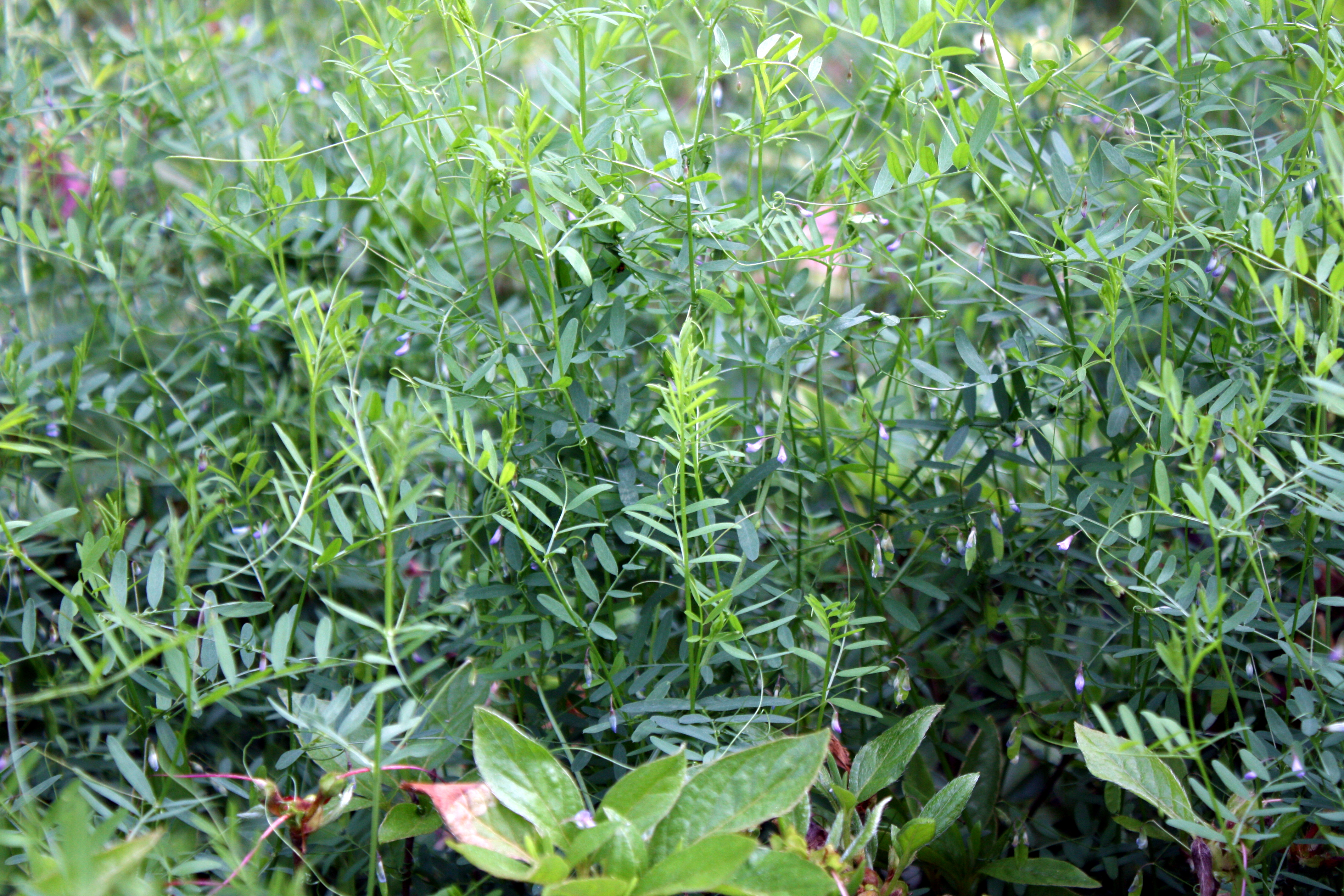
잎가지

## 참고 자료
- 고경식·김윤식, 《원색한국식물도감》(아카데미서적, 1988)
- 이상태, 《한국식물검색집》(아카데미서적, 1997)
- 이동혁, 《오감으로 찾는 우리 풀꽃》(도서출판 이비컴, 2007) ISBN 978-89-89484-57-8
- 풀베개 보관됨 2015-12-10 - 웨이백 머신

## 같이 보기
호랑이콩
강낭콩